# Fábio Ly
Fábio Luís Bockorny (Novo Hamburgo, 7 de dezembro de 1968), conhecido como Fábio Ly, é um baterista brasileiro.

## Biografia
Nascido na cidade de Novo Hamburgo em uma família de origem alemã, iniciou sua carreira musical como integrante da Bandaliera, banda liderada por Alemão Ronaldo, em 1987. 
Em 1991, após a saída de Paulo Arcari, passou a integrar o TNT, com quem gravou um DVD ao vivo e realizou um grande número de shows até a dissolução da banda em 1992. Houve um retorno do grupo em 2003, para a gravação de um DVD ao vivo, que durou até o ano de 2007 . Em 1998, Fábio Ly passou a  integrar a banda e a realizar shows da carreira solo do ex-vocalista da banda, Charles Master.
Ao longo de sua carreira, gravou e se apresentou com diversos músicos gaúchos como Júlio Reny, Tutti Frutti, Nei Van Soria, Bebeco Garcia e Frank Jorge.
Foi músico da Companhia Circo Teatro Girassol, dirigida por Dilmar Messias, entre os anos 2007 e 2014, tendo participado dos espetáculos "Mundo da Lua" e "Misto Quente".  
Desde 2018 Fábio Ly integra o supergrupo Tenente Cascavel, que reúne ex-integrantes das bandas [Os Cascavelletes] e TNT, com quem gravou o Ep "Eletrizante Radar", com quatro músicas autorais inéditas e vem realizando uma série de shows.
Em 2012, integrou a reunião da Taranatiriça, com quem realizou apresentação e gravou DVD no Bar Opinião  
. 

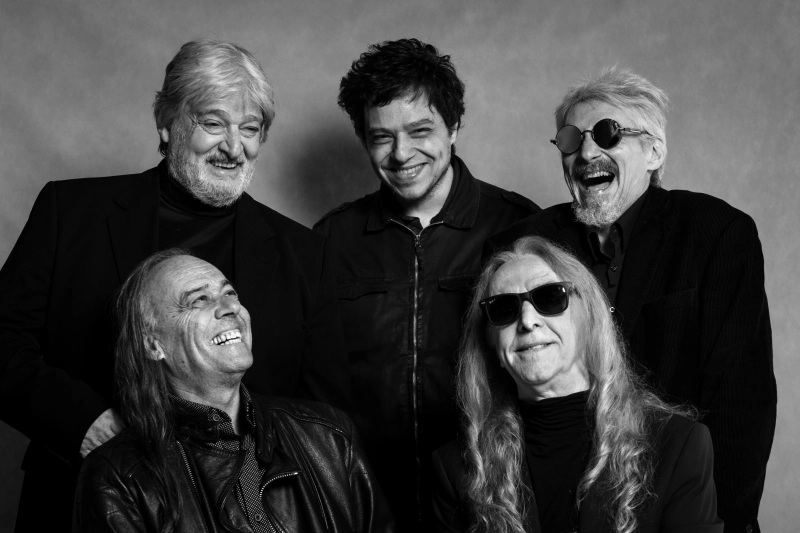
Fábio Ly com a Bandaliera em 2022.

Com a Bandaliera gravou 3 álbuns e integrou a banda até sua dissolução em 2004. Com o retorno aos palcos da banda em 2022, Fábio Ly retornou para uma série de shows ao lado de seus antigos companheiros 
. 
Atualmente divide-se entre apresentações da Bandaliera, Tenente Cascavel e a Orquestra de Brinquedos ao lado de Yanto Laitano. Além disso, Fábio Ly é bastante requisitado para participar de shows e de gravações de estúdio sendo uma referência em sua área de atuação.

## Obra

### Discografia
- Edgar Pozzer. Mia Vitta, 1991.
- Bandaliera. Estação De Pedro, 1992.
- Nei Van Soria. Avalon, 1995.
- Bandaliera. 15 anos, 1998.
- Bandaliera. Bye Flowers, 2000.
- Bebeco Garcia e o Bando de Ciganos. Ao Vivo, 2000.
- Charles Master. Charles Master, 2001.
- TNT. TNT Ao Vivo, CD, 2003.
- TNT. Um por Todos ou Todos por um, 2005.
- Egisto Dal Santo. Supercalifragilistic Songs, 2007
- Egisto Dal Santo Triade EXP. Rock Antigo, 2007
- Charles Master. Ninguém é Perfeito, 2008.
- Egisto Dal Santo EXP. Infinita, 2010

### DVDs
- TNT. TNT Ao Vivo, 2003.
- Orquestra de Brinquedos Orquestra de Brinquedos, 2018 [14].